# Hunfridingi
Gli Hunfridingi, chiamati anche Burcardingi (in tedesco Burchardinger), erano una famiglia di origine probabilmente alemanna, che era salita alla ribalta nella loro patria, fino a diventare la prima dinastia ducale di Svevia. Il primo membro conosciuto della famiglia era Unfredo, margravio d'Istria e, secondo alcune fonti, ultimo duca del Friuli sotto Carlo Magno dal 799. L'ultimo membro della famiglia fu Burcardo III di Svevia, duca di Svevia, che morì nel 973. I discendenti della dinastia vissero nella linea femminile attraverso la dinastia Wettin. Furono rivali degli Udalrichinger.
I nomi più comuni e frequenti della famiglia erano Unfredo, Adalberto, Odalrico/Ulrico e Burcardo. Durante l'ascesa dei ducati originari più recenti, che andarono delineando la più alta aristocrazia del regno dei Franchi Orientali, gli Hunfridingi, come i Corradinidi in Franconia, era annoverata tra le più potenti e antiche famiglie che competevano per la supremazia in Svevia. Ci volle più tempo per loro per stabilire il loro ducato ereditario di Ottoniani in Sassonia o di Luitpoldingi in Baviera.
Quando alcuni Hunfridingi, Odalrico e Unifredo, si ribellarono a Ludovico II il Germanico nell'850 e fuggirono alla corte di Carlo il Calvo nel regno dei Franchi Occidentali, vennero infeudati in Gothia ed ebbero anche il titolo marchionale, e anche dato il titolo marchio, ma sebbene abbiano affrontato con successo la minaccia dei Mori della Penisola iberica, non riuscirono a stabilire una dinastia lì.
È stata ipotizzata una possibile relazione parentale con i conti di Nellenburg/Eberardingi.

## Albero genealogico
La genealogia degli Hunfridingi è difficile da rintracciare con certezza. Che i successivi duchi svevi fossero discendenti del margravio d'Istria e parenti dell'esercito di altri conti i cui nomi erano comuni nella famiglia è difficile da dimostrare con certezza, ma è comunque molto probabile. Di seguito l'albero genealogico:
1. Unfrido I, margravio d'Istria e Rezia 807–835 ⚭ Hitta.
  1.  ? Unfrido II, conte d'Istria, fondatore di Schänis, dall'823 all'824 conte in Rezia;
  2. Adalberto I († 8 gennaio 846), conte di Rezia e Turgovia intorno all'836-838 ⚭ NN.
    1. Udalrico, signore di Schänis;
    2. Unfrido III, conte in Zürichgau;
    3. Adalberto II l'Illustre († intorno al 900/906), conte in Turgovia, Albgau, Hegau, sull'Untersee e nel Bertholdsbaar.
      1. Burcardo I (855/860-giustiziato il 5 novembre 911), margravio di Rezia, conte nel Thurgau und der Baar, dal 909 alla morte duca di Svevia ⚭ Liutgarda di Sassonia (Liudolfingi);
        1. Burcardo II (883/884-28 aprile 926 presso Novara), margravio di Rezia, duca di Svevia dal 917 alla morte ⚭ 904 Regelinda (888 circa-dopo il 959), probabilmente figlia del conte Eberardo II dello Zürichgau (Eberardingi) e Gisela; sposò successivamente il corradinide Ermanno I, duca di Svevia dal 926 alla morte;
          1. Gisela, badessa di Waldkirch (905 crica-26 ottobre 923/925) ⚭ Ermanno, conte in Pfullichgau († dopo il 954);
          2. Hicha (905 circa-950 ⚭ Guarniero/Werner V (899 circa-935 circa), conte nel Nahegau ecc. (i quali ebbero come figlio Corrado il Rosso) (Salici);
          3. Berta (907 circa-2 gennaio 961) ⚭ I 922 Rodolfo II († 11 luglio 937), re dell'Alta Borgogna dal 912, re d'Italia dal 920 al 926, re della Bassa Borgogna (regno di Arles) dal 933 (Vecchi Welfen, ramo borgognone) ⚭ II 938 Ugo il Malvagio († 947), conte di Arles e Vienne, dal 926 re d'Italia (Bosonidi);
          4. Burcardo III (915 circa-11 novembre 973), duca di Svevia dal 954 alla morte ⚭ I Wieltrud (Immedingi), non documentata ⚭ II 954 Edvige († 28 agosto 994), figlia del duca Enrico I di Baviera (Liudolfingi);
            1. (I) Berta ⚭ Waldred (Immedingi), non documentato;
            2. (I) Dedi (Teodorico), forse capostipite dei Wettin, non documentato;
            3. (I) Burcardo, conte nel Liesgau, forse capostipite dei conti di Goseck, conte palatino di Sassonia, non documentato;
            4. (I) Ermanno, non documentato;
            5. (I) Hamelrich, non documentato.

          5. Adalrico, santo monaco di Einsiedeln († 973).

        2. Udalrico di Svevia (884/885-30 settembre ...).

      2. Adalberto III, conte nel Thurgau, conte nel Scherragau († giustiziato il 6 giugno 911);
      3. Dietbirg (Theotberga) ⚭ Hucbald, conte di Dillingen († 909);
      4. Manegoldo.

## Fonti
- (EN) Reuter, Timothy, Germany in the Early Middle Ages 800–1056. New York: Longman, 1991.